# 丘倫庫納約克山
13°11′22″S 71°55′35″W / 13.18944°S 71.92639°W
丘倫庫納約克山（Chulluncunayoc），是秘魯的山峰，位於該國南部庫斯科大區的卡爾卡省，處於克拉約克山東北面，屬於安第斯山脈的一部分，海拔高度約4,800米。